# Bactra lanceolana
Bactra lanceolana is een vlinder uit de familie van de bladrollers (Tortricidae). De wetenschappelijke naam van de soort is voor het eerst geldig gepubliceerd in 1796 door Hübner.